# George Frederick Charles Searle
Pour les articles homonymes, voir Searle.
George Frederick Charles Searle (né le 3 décembre 1864 à Oakington, Cambridgeshire, Angleterre, mort le 16 novembre 1954) est un physicien et enseignant britannique.

## Biographie
Searle est né à Oakington, Cambridgeshire, Angleterre. Selon le site Geni.com (en), il serait le fils de l'historien William George Searle.
En 1888, il commence à travailler au Cavendish Laboratory sous la supervision Joseph  Thomson, il y travaillera pendant 55 ans. Après la Seconde Guerre mondiale, il dirigeait le laboratoire des futurs diplômés. Son équipement, qui servait à calibrer la valeur du Ohm, construit avec l'aide Thompson vers 1900, était encore en usage dans le laboratoire des futurs diplômés.
Il est surtout connu pour ses travaux sur la dépendance de la vitesse envers la masse électromagnétique. À la suite des travaux d'Oliver Heaviside, il forge l'expression « ellipsoïde d'Heaviside », ce qui signifie que le champ électrostatique se contracte dans la direction du mouvement. Ses recherches, modifiées, favorisèrent la création de la relativité restreinte.
Searle était marié à Alice Mary Edwards. Au début de la Première Guerre mondiale, il a contracté une maladie dont il fut guéri. Il était un bon cycliste. Il devint un scientifique chrétien et faisait du prosélytisme. Il était fellow de la Royal Society. 

## Publications
- (en) George Frederick Charles Searle, « On the Steady Motion of an Electrified Ellipsoid », Philosophical Magazine, 5e série, vol. 44, no 269,‎ 1897, p. 329–341 (lire en ligne)

- Experimental elasticity (1908) Cambridge Univ. Press
- Experimental harmonic motion, 2nd edition (1922) Cambridge Univ. Press
- Experimental optics, 1st edition (1925) Cambridge Univ. Press
- Experimental optics, 2nd edition (1935) Cambridge Univ. Press
- Experimental physics, (1934) Cambridge Univ. Press
- Oliver Heaviside, the man (1987) C.A.M. Publishing, England (written in 1950, published posthumously)